# Open di Francia 1981
L'Open di Francia 1981 è stata l'80ª edizione degli Open di Francia di tennis, si è svolto sui campi in terra rossa dello Stade Roland Garros di Parigi, Francia, dal 25 maggio al 7 giugno 1981.
Il singolare maschile è stato vinto dallo svedese Björn Borg, che si è imposto sullo ceco Ivan Lendl in cinque set col punteggio di 6–1, 4–6, 6–2, 3–6, 6–1.
Il singolare femminile è stato vinto dalla ceca Hana Mandlíková, che ha battuto in la tedesca Sylvia Hanika.
Nel doppio maschile si sono imposti Heinz Günthardt e Balázs Taróczy.
Nel doppio femminile hanno trionfato Rosalyn Fairbank Nideffer e Tanya Harford. 
Nel doppio misto la vittoria è andata a Andrea Jaeger in coppia con James Arias.

## Seniors

### Singolare maschile
Björn Borg ha battuto in finale  Ivan Lendl con il punteggio di 6–1, 4–6, 6–2, 3–6, 6–1.

### Singolare femminile
Hana Mandlíková ha battuto in finale  Sylvia Hanika con il punteggio di 6–2, 6–4.

### Doppio maschile
Heinz Günthardt /  Balázs Taróczy hanno battuto in finale  Terry Moor /  Eliot Teltscher con il punteggio di 6–2, 7–6, 6–3.

### Doppio Femminile
Rosalyn Fairbank Nideffer /  Tanya Harford hanno battuto in finale  Candy Reynolds /  Paula Smith con il punteggio di 6–1, 6–3.

### Doppio Misto
Andrea Jaeger /  James Arias hanno battuto in finale  Betty Stöve /  Frederick McNair con il punteggio di 7–6, 6–4.